# Alfred Hörtnagl
Alfred Hörtnagl (Matrei am Brenner, 1966. szeptember 24. –) válogatott osztrák labdarúgó, középpályás.

## Pályafutása

### Klubcsapatban
1985 és 1990 között az SSW Innsburck illetve a Swarovski Tirol labdarúgója volt. 1990 és 1992 között az Admira/Wacker, 1992–93-ban a Rapid Wien, 1993–94-ben a Sturm Graz csapatában szerepelt. 1994 és 1996 között a görög Kavála, 1996–97-ben a ciprusi Ellínon Lefkoszíasz játékosa volt. 1997 és 2003 között ismét a Tirol Innsbruck labdarúgója volt. Az innsbrucki csapattal öt bajnoki címet és egy osztrák kupagyőzelmet ért el.

### A válogatottban
1989 és 2001 között 27 alkalommal szerepelt az osztrák válogatottban és egy gólt szerzett. Tagja volt az 1990-es olaszországi világbajnokságon részt vevő csapatnak.

## Sikerei, díjai
Tirol Innsburck
- Osztrák bajnokság
  - bajnok (5): 1988–89, 1989–90, 1999–00, 2000–01, 2001–02
- Osztrák kupa
  - győztes: 1988

 Sturm Graz
- - győztes: 1996